# Луиджи Мария Албертис
Луиджи Мария Албертис (на италиански: Luigi Maria d'Albertis) е италиански естественик и изследовател на Нова Гвинея.

## Ранни години (1841 – 1871)
Роден е на 21 ноември 1841 година във Волтри, област разположена в крайните западни покрайнини на Генуа, Италия, в семейство с флорентински корени. На 18-годишна възраст става активен борец за независима Италия и под знамената на Джузепе Гарибалди се сражава в Сицилия.

## Експедиционна дейност (1871 – 1877)
Решавайки да посвети живота си на науката, през 1871 – 1872 участва в експедицията на Одоардо Бекари в западната част на Нова Гвинея.
През 1876, отново заедно с Одоардо Бекари, на кораба „Нева“, предприемат плаване нагоре по река Флай в Нова Гвинея, като за осем седмици се изкачват на около 580 км нагоре по течението на реката, като я изследват и откриват множество от притоците ѝ, в т.ч. най-големият ѝ ляв приток – река Стриклънд. На борда на парахода се намира и младия тогава инженер Лоурънс Харграйв, който по-късно става пионер на авиацията. По време на експедицията Албертис събира огромно количество образци от птици, растения и насекоми. В края на осмата седмица голяма част от екипажа на парахода са болен от малария, в т.ч. и самия Албертис, който е и контузен в двата крака при едно стълкновение с местното население и се налага да се прекрати по-нататъшното плаване по реката.
Албертис смята, че с папуасите трябва да се говори с езика на оръжието и по време на плаването по реката с „превантивни цели“ заповядва папуските села да бъдат обстрелвани с картеч и динамитни патрони. И когато „Нева“ предприема второто си плаване нагоре по реката, пътешествениците са посрещнати с град от копия и стрели. Албертис не успява да изплаши местните жители, но ги ожесточава и ги превръща в заклети врагове на европейците.
През 1877 отново прави опит да се изкачи още по-нагоре по река Флай, но отново заради местните племена е принуден да отстъпи.
Географските резултати от двете експедиции са особено големи. Албертис и Бекари изясняват височинната зоналност на новогвинейската флора и установяват, че в централната част на острова от запад-северозапад на изток-югоизток се простира верига от мощни високопланински хребети, която е вододел между речните системи в южната и северната част на Нова Гвинея.

## Следващи години (1877 – 1901)
След завръщането си в Европа Албертис организира музей в родния си замък на събраните от него образци. Същите сега се намират в Природонаучния музей на Джакомо Дория.
Страстен пушач, той умира от рак на устата на 2 септември 1901 година в Сасари, Италия, на 59-годишна възраст.

## Публикации
- Journies up the Fly River and in other parts of New Guinea. Proceedings of the Royal Geographical Society 1879 (read at the Evening Meeting, November 11th 1878):4 – 16 (incl map).
- New Guinea: What I Did and What I Saw. Vol. I and II. London: S. Low Marston Searle & Rivington, 1880 г.